# Seán Ó Riada
Seán Ó Riada, all'anagrafe John Reidy (Cork, 1º agosto 1931 – Londra, 3 ottobre 1971) è stato un compositore e direttore d'orchestra irlandese, figura influente della rinascita della Musica irlandese tradizionale durante gli anni '50-'60, attraverso la sua partecipazione al gruppo Ceoltóirí Chualann, alle sue composizioni, agli scritti e registrazioni sul tema.

## Biografia

### Inizi
John Reidy nasce a Cork il 1º agosto 1931 e studia a Farranferris (St Finbarr's College). Studia violino, pianoforte ed organo, come pure il greco ed il latino classici all'Università di Cork, laureandosi nel 1952. Lo stesso anno, diventa assistente del direttore alla Radio Telefís Éireann (Radio Télévisione d'Irlanda). Si sposa con Ruth Coughlan nel 1953 da cui avrà due figli (La figlia Liadh Ní Riada diverrà un membro prominente del Sinn Féin, venendo eletta al Parlamento europeo nel 2014.).
Nel 1955 Ó Riada lascia il suo prestigioso lavoro, la moglie e il figlio appena nato, Peadar, e si rerca in Italia ed in Francia, conducendo una vita bohemien. Studia composizione sotto la guida di Aloys Fleischmann e scrive Musica sperimentale. In questa periodo, comincia a bere.
Nel corso del successivo decennio, Ó Riada scrive diversi pezzi orchestrali chiamati Nomos. Il terzo rimarrà incompiuto, e gli altri gli richiederanno diversi anni per essere completati. Nessuno di loro è stato suonato in pubblico più di una volta. Sua moglie lo ritrova a Parigi dove vive in povertà. Procuratasi del denaro presso la sua famiglia, lo riporta in Irlanda, dove diventa direttore all'Abbey Theatre di Dublino per cinque anni. È durante questo periodo che decide, dopo matura riflessione, di adottare il nome di Seán Ó Riada.

### Mise Éire
Come musicista classico, Ó Riada si rivelerà per la musica teatrale e cinematografica. Nel 1959 ha scritto, la colonna sonora di un documentario di George Morrison, dal titolo Mise Éire ('Io sono l'Irlanda'), sulla fondazione della Repubblica d'Irlanda. Questa musica è stato riutilizzata più volte per altri documentari. La registrazione originale è diretta da Ó Riada stesso.
Quest'opera combina Musica irlandese tradizionale e canti sean-nós ('stile antico'), con arrangiamenti orchestrali.
Il suo primo tentativo di combinare canzoni irlandesi alla tradizione classica data del 1958, per la stazione radio di Cork. Mise Éire lo farà conoscere a livello nazionale, e gli permette di avviare una serie di programmi alla radio irlandese dal titolo, Our Musical Heritage ('il nostro patrimonio musicale').

### Ceoltóirí Chualann
Tra il 1961 ed il 1969, Ó Riada dirige un gruppo denominato Ceoltóirí Chualann. Anche se i suoi membri si esibiscono vestiti con abiti neri, camicie bianche e papillon neri, Ceoltóirí Chualann interpreta canzoni e melodie tradizionali. Ó Riada spesso, sta seduto al centro del palco, suonando il bodhrán, uno strumento a percussione molto diffuso in Irlanda.
Ó Riada vorrebbe utilizzare delle arpe celtiche, ma questi strumenti sono rari e di difficile reperimento, e sceglie quindi di suonare il clavicembalo, lo strumento che ha il suono più simile a quello che sta cercando.
I membri di Ceoltóirí Chualann entreranno poi, per la maggior parte, nel gruppo dei The Chieftains.
La loro ultima apparizione pubblica sarà nel 1969, e la loro ultima registrazione: Ó Riada Sa Gaiety.

### Ultimi anni
Nel 1964 Ó Riada si trasferisce a Cúil Aodha nella Contea di Cork, una regione ove si parla ancora il gaelico irlandese.
Pubblica Cor Chuil Aodha, un coro per voci maschili. Ha scritto anche musica religiosa, tra cui Aifreann 2, eseguito per la prima volta dopo la sua morte nel 1979, e altre partiture, come Five Greek Epigrams e le Hölderlin Songs.
Nel 1971, Ó Riada sofferente di cirrosi epatica, viene ricoverato al King's College Hospital nel quartiere di Southwark a Londra, dove muore il 3 ottobre. È sepolto nel cimitero di San Gobnait, Ballyvourney (Contea di Cork).

## Nei media
Il brano Mná na hÉireann (Donne d'Irlanda), interpretato dai The Chieftains viene utilizzato nel film di Stanley Kubrick, Barry Lyndon del 1975, aumentando enormemente la celebrità del gruppo.

## Composizioni

### Opere per orchestra
- 1955 Ouverture Olynthiac, per orchestra;
- 1956 The Banks of Sullane,per orchestra;
- 1957 Hercules Dux Ferrariae: Nomos No. 1, per piccola formazione;
- 1958 Nomos No. 4, per piano e orchestra;
- 1958 Incidental Music (in onore dell'inaugurazione di Radio Éireann a Cork), per orchestra;
- 1959 Seoladh na nGamhan, ouverture festiva per orchestra;
- 1966 Nomos No. 6, per orchestra;
- Pastoral elegy.

### Opere per banda musicale
- 1968 Ceol Máirseála i gcóir Socraide.

### Opere per coro
- 1958 Five Epigrams from the Greek Anthology, per coro misto, flauto e clavicembalo;
- 1958 Five Epigrams from the Greek Anthology, per coro misto, flauto e chitarra;
- 1962 Ceathramhaintí Éagsamhla, per coro misto;
- 1968 Ceol an Aifrinn, per coro ed organo
- 1970 Aifreann 2, per coro e piano.

### Musica vocale
- 1954 Three Poems by Thomas Kinsella, per voce e piano;
- 1957-1963 Nomos No. 2, per baritono, coro misto ed orchestra;
- 1959 The Lords and the Bards, per lettore, soprano, contralto, ténore, basso, coro misto ed orchestra;
- 1964 Four Hölderlin's songs, per voce e piano;
- 1965 Hill Field, per voce e piano;
- 1966 Sekundenzeiger, per voce e piano;
- 1968 Lovers on Aran, per voce e piano - testo di Seamus Heaney.

## Discografia
- Mise Éire (parziale, mais con l'aggiunta di Saoirse? e An tine bheo) – Shanarchie Records 34004 – 1992 ;
- Ó Riada's Farewell – Claddagh Records CC12CD – 1971;
- Ceol an Aifrinn/Aifreann 2 – Gael Linn ORIARDACD02 – 2006;
- Mise Éire (versione complèta) – Gael Linn ORIARDACD03 – 2006.

Ceoltoiri Chuallan
- Ó Riada Sa Gaiety.